# Гэн Цзинчжун
Гэн Цзинчжун (耿 精忠; 1644—1682) — могущественный китайский военачальник ранней династии Цин. Он унаследовал титул «король/принц Цзиннаня» (靖南王) от своего отца Гэна Цзимао (+1671), который унаследовал его от деда Цзинчжуна Гэн Чжунмина (1604—1649).

## Биография

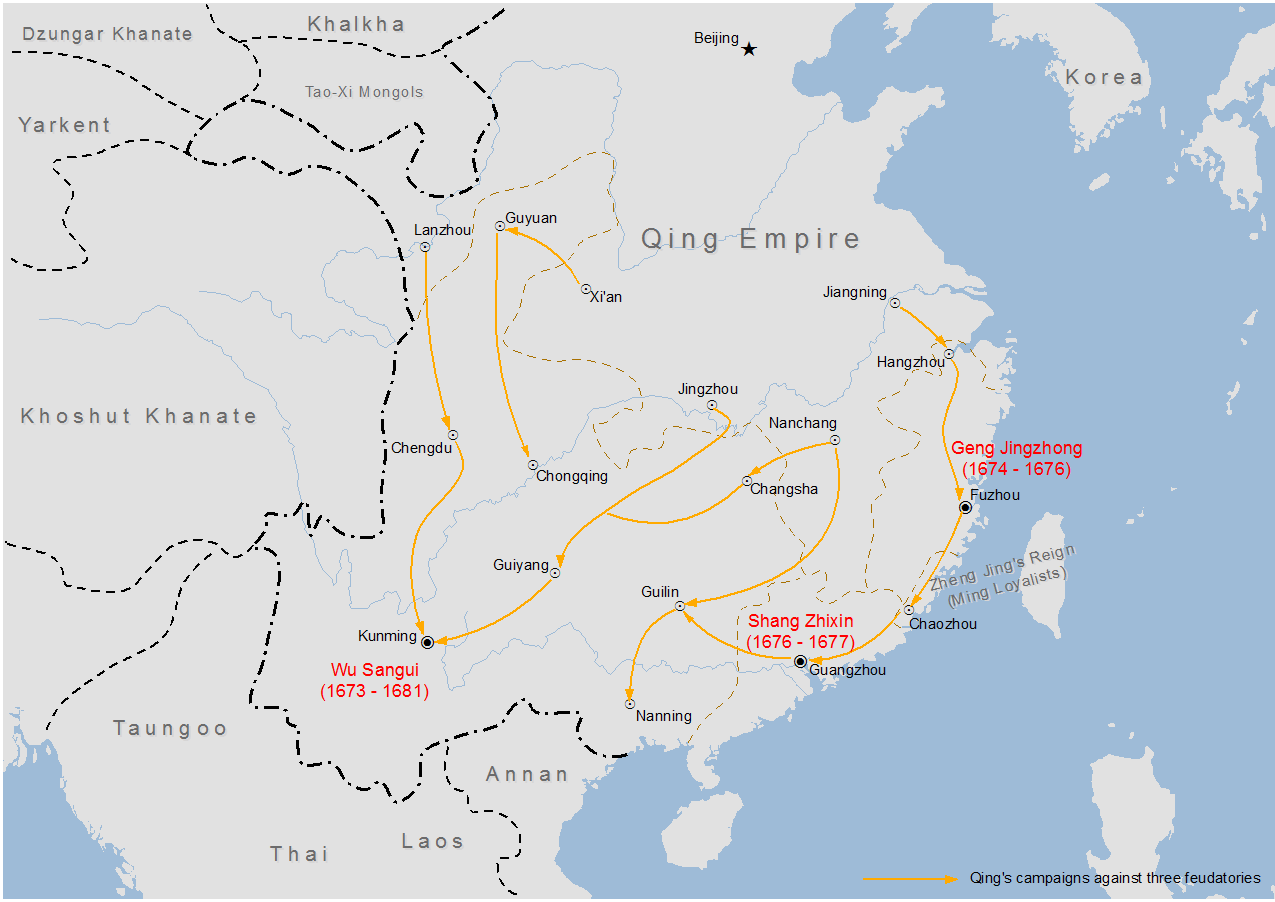
Карта восстания трех князей-данников

Старший из трех сыновей Гэн Цзимао (+ 1671), 2-го принца Цзиннаня (1649—1671), и внук Гэна Чжунмина (104—1649), 1-го принца Цзиннаня (1649).
Гэн Цзинмао удалось сделать так, чтобы оба его сына Гэн Цзинчжун и Гэн Чжаочжун (耿昭忠) стали придворными при цинском императоре Шуньчжи и женились на женщинах Айсин Гёро, а внучка принца Абатая вышла замуж за Гэн Чжаочжуна 耿昭忠, а Хаогэ (старший сын Хунтайцзи) женился на дочери Гэна Цзинчжуна . Гэн Цзючжун женился на принцессе Хэшо Жоуцзя (和硕柔嘉公主) из маньчжурского клана Айсин Гёро и дочери принца Йоло (岳樂), принца Ан.
Прочно закрепившись как полунезависимый правитель в провинции Фуцзянь, в 1674 году Гэн Цзинчжун восстал против правления империи Цин вместе с двумя другими крупными китайскими феодалами, У Саньгуем и Шан Чжисинем, которые также управляли огромными княжествами на юге Китая. 6 ноября Яньпин пал перед армиями под командованием Гиесу, армии Цин в конце концов победили Гэна, который сдался в 1676 году и пообещал свою поддержку в подавлении других мятежных феодалов. Затем цинское командование использовал войска Гэна для борьбы с другими феодалами, пока гражданская война не закончилась. Вскоре после окончательной победы Цин в 1681 году император Канси приказал казнить Гэна медленным линчи за измену.
Брат Гэн Цзинчжуна, Гэн Цзючжун (1650—1687), находился в Пекине при дворе Цин с императором Канси во время восстания и не был наказан императором Канси за восстание своего брата. Гэн Цзючжун умер естественной смертью в 1687 году. Гэн Цзючжун был виконтом третьего класса (三等子).